# Abraham Beerstraaten
Abraham Beerstraaten (ur. 1644 w Amsterdamie, zm. prawdop. między 31 marca 1665 a 8 września 1666) – holenderski malarz i rysownik.

## Życiorys
Był synem Jana Abrahamsz. Beerstraatena. 
W stylu i w wyborze tematów naśladował swojego ojca. Malował mariny, pejzaże i weduty. Do najbardziej znanych należą Widok starego ratusza w Kampen (1665) i Noorderkerk w Amsterdamie zimą (Amsterdams Historisch Museum).